# Embelia viridiflora
Embelia viridiflora är en viveväxtart som först beskrevs av Dc., och fick sitt nu gällande namn av Rudolph Herman Scheffer. Embelia viridiflora ingår i släktet Embelia och familjen viveväxter. Inga underarter finns listade i Catalogue of Life.